# ベスレヘム造船

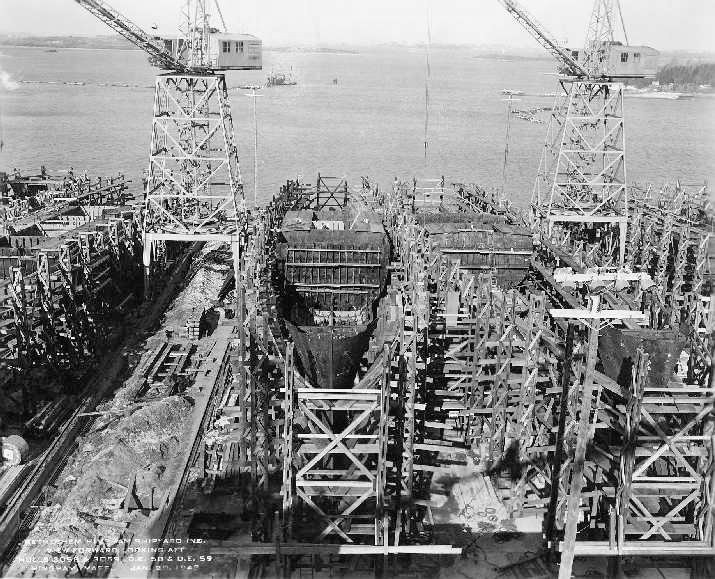
ヒンガム造船所でフォッシュ (USS Formoe, DE-58) として建造中のカルダー (HMS Calder, K349)、右はフォス (USS Foss, DE-59)

ベスレヘム造船 (Bethlehem Shipbuilding Corporation, Limited) は、アメリカ合衆国の造船会社。ベスレヘム・スチールの造船部門。1905年にウィルミントンとサンフランシスコの両造船所が買収され、1917年に上記の社名でベスレヘム・スチールに合併した。ベスシップ (BethShip) として知られていた。

## 歴史
ベスレヘム・スチールは鉄鋼生産からその業種を拡大し、1905年にユニオン鉄工所を買収した。1913年のフォアリバー造船所買収後、本社はマサチューセッツ州クインシーに所在し、1964年にメリーランド州スパローズ・ポイントに移転した。
1940年代において同社はアメリカ合衆国の3大造船業者の中でも1番の建造能力を有した。2位はニューポート・ニューズ造船所であり、3位はニューヨーク造船所であった。ベスレヘム造船は1940年代初めに、フォアリバー造船所、スパローズ・ポイント造船所、サンフランシスコ造船所、スタテンアイランド造船所と4つの造船所を保有した。同社は第二次世界大戦時にはアメリカ海事委員会の緊急造船プログラムによって拡大された。
フォアリバー造船所は1980年代中頃にジェネラル・ダイナミクスに売却され、その後まもなく閉鎖された。アラメダ造船所は自身の手で1970年代初めに閉鎖され、サンフランシスコ造船所は1990年代日頃にブリティッシュ・エアロスペースに売却、現在もBAEシステムズ・サンフランシスコ船舶補修所として残存する。
ベスレヘム・スチールは本業である鉄鋼生産を維持するため、1997年に造船業から撤退した。

## 造船所
- ベスレヘム・ウィルミントン Bethlehem Wilmington

デラウェア州ウィルミントン 1904 - 1925, 1941 - 1945
- ベスレヘム・サンフランシスコ ユニオン鉄工所 Bethlehem San Franciso Union Iron Works

カリフォルニア州サンフランシスコ 1905 - 1941
- ハンターズ・ポイント造船所 Hunters Point Drydocks

カリフォルニア州サンフランシスコ、ハンターズ・ポイント 1908 - 1920
- フォアリバー造船所 Fore River Shipyard

マサチューセッツ州クインシー 1913 - 1964
- ベスレヘム・スパローズ・ポイント造船所 Bethlehem Sparrows Point Shipyard

メリーランド州スパローズ・ポイント 1914 - 1997
- ベスレヘム・エリザベスポート Bethlehem Elizabethport

ニュージャージー州エリザベスポート 1916 - 1921
- アラメダ造船所 Alameda Works Shipyard

カリフォルニア州アラメダ 1916 - 1956
- スカンタム・ヴィクトリー工廠 Squantum Victory Yard

マサチューセッツ州クインシー 1917 - 1919
ヴィクトリー工廠は駆逐艦を増産し、フォアリバー造船所で巡洋戦艦を含む他の艦艇を建造できるようにするため設立された。
- ベスレヘム・マリナーズ・ハーバー Bethlehem Mariners Harbor

ニューヨーク州スタテンアイランド 1938 - 1960
- ベスレヘム造船所 Bethlehem Shipyard

カリフォルニア州サンペドロ 1940 - 1981
- ベスレヘム・フェアフィールド造船所 Bethlehem Fairfield Shipyard

メリーランド州ボルチモア 1940 - 1945
- ベスレヘム・ヒンガム造船所 Bethlehem Hingham Shipyard

マサチューセッツ州ヒンガム 1940 - 1945
- ベスレヘム大西洋工場 Bethlehem Atlantic Works

マサチューセッツ州ボストン東部
- ベスレヘム・ブルックリン56番街造船所 Bethlehem Brooklyn 56th Street Shipyard

ニューヨーク州ブルックリン
- ホーボーケン造船所 Hoboken Shipyard

ニュージャージー州ホーボーケン ?-1982
- ベイヨン海軍乾ドック Bayonne Naval Drydock

ニュージャージー州ベイヨン
- ベスレヘム・ペンシルベニア造船所 Bethlehem Pennsylvania Shipyards, Inc.

テキサス州ボーモント 1948 - 1989